# Keon Ellis

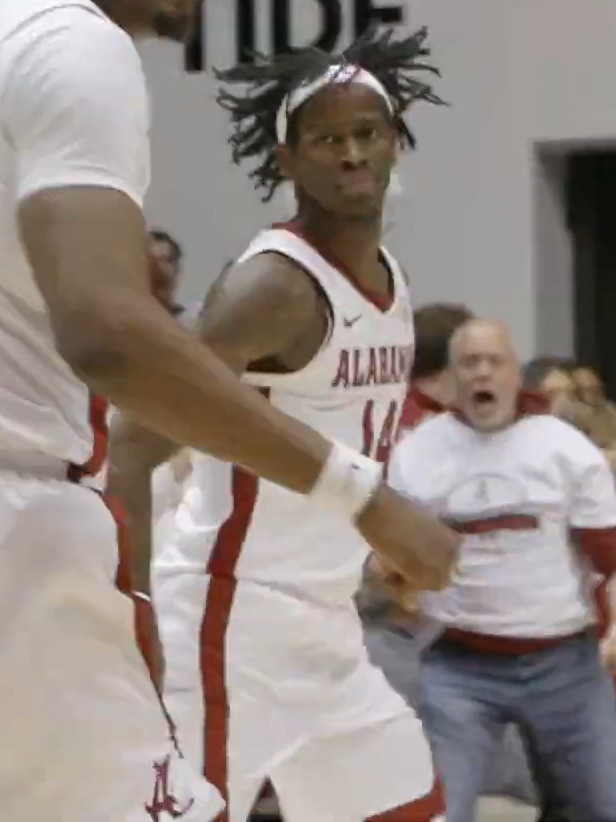
Keon Ellis, 2022.

Keon Tyrese Ellis, född 8 januari 2000 i Eustis i Florida, är en amerikansk professionell basketspelare (SG) som spelar för Sacramento Kings i National Basketball Association (NBA).
Han blev aldrig NBA-draftad.
Innan Ellis blev proffs studerade han först på Florida South Western State College och spelade för deras idrottsförening FSW Buccaneers. Ellis blev senare överförd till University of Alabama för spel i Alabama Crimson Tide.